# Перегоновская сельская община
Перегоновская сельская община (укр. Перегонівська сільська громада) — территориальная община в Голованевском районе Кировоградской области Украины.
Административный центр — село Перегоновка.
Население составляет 4590 человек. Площадь — 189,7 км².
В соответствии с распоряжением Кабинета Министров Украины от 12 июня 2020 года, в состав общины вошла территория Крутеньковского, Лебединского, Перегоновского и Семидубского сельских советов Голованевского района

## Населённые пункты
В состав общины входит 1 посёлок и 9 сёл:
- Перегоновка
  - Посёлок Лесное
  - Полонистое
- Крутеньковский старостинский округ:
  - Крутенькое
  - Семидубы
- Лебединский старостинский округ:
  - Давыдовка
  - Лебединка
  - Лещовка
  - Табаново
  - Терновое